# Душа (дифференциальная геометрия)
Душа́ риманова многообразия {\displaystyle (M,g)} — компактное тотально выпуклое тотально геодезическое подмногообразие, являющееся его деформационным ретрактом.
Обычно предполагается, что {\displaystyle (M,g)} — полное связное риманово многообразие с секционной кривизной K ≥ 0.

## Примеры
- Любое компактное многообразие является своей душой.

- У евклидова пространства Rn любая точка является его душой.

- У параболоида M = {(x,y,z) : z = x2 + y2}, начало координат (0,0,0) — душа M. При этом не любая точка x, принадлежащая M, является его душой, так как могут существовать геодезические петли, начинающиеся в точке x.

- У бесконечного цилиндра M = {(x,y,z) : x2 + y2 = 1} любая «горизонтальная» окружность {(x,y,z) : x2 + y2 = 1} с фиксированной z является душой M.

## История
Термин душа введён
Чигером
и
Громолом
в 1972 году
в статье, где они, в частности, доказали теорему о душе.
Теорема обобщала более раннюю теорему Громола и Мейера. В той же статье Чигером и Громолом сформулирована гипотеза о душе.
Короткое доказательство этой гипотезы было дано Григорием Перельманом в 1994 году.

## Свойства
Ниже предполагаем, что {\displaystyle (M,g)} — это полное связное риманово многообразие с секционной кривизной {\displaystyle K\geq 0}.
- Теорема о душе утверждает:
Всякое {\displaystyle (M,g)} имеет душу {\displaystyle S}. Более того, многообразие {\displaystyle M} диффеоморфно нормальному расслоению над {\displaystyle S}.
- Душа, вообще говоря, не определяется однозначно многообразием {\displaystyle (M,g)}, но любые две души {\displaystyle (M,g)} изометричны. Последнее доказал Шарафутдинов в 1979 году[4], построив так называемую ретракцию Шарафутдинова; это 1-липшицев деформационный ретракт {\displaystyle (M,g)\to S}.

- Ретракция Шарафутдинова {\displaystyle (M,g)\to S} является римановой субмерсией. В частности, если {\displaystyle (M,g)} имеет хоть одну точку со строго положительной секционной кривизной, то его душа есть точка и само многообразие гомеоморфно евклидову пространству.

## Связанные открытые вопросы
- Гипотеза о двойной душе утверждает[5], что любое компактное многообразие неотрицательной секционной кривизны можно покрыть двумя расслоениями на диски.